# Patrik Lindenfors
Patrik Urban Magnus Lindenfors, tidigare Johnson, född 21 januari 1964 i Skeppsholms församling, är en svensk författare, forskare vid Institutet för framtidsstudier, samt forskningssekreterare vid Naturvårdsverket. 

## Biografi
Han disputerade år 2002 vid Stockholms universitet med avhandlingen Phylogenetic Analyses of Sexual Size Dimorphism och gjorde sin post-doc vid University of Virginia, Charlottesville, USA. Efter det arbetade han på Zoologiska institutionen och senare på Centrum för evolutionär kulturforskning, båda vid Stockholms universitet, men är sedan 2018 knuten till Institutet för framtidsstudier där han forskar på demokratisering.
Lindenfors forskar främst inom kulturell evolution, om evolutionen av demokrati, religion och matlagning. Hans biologiska forskning har handlat om evolutionen av könsskillnader (könsdimorfism), hjärnan och samarbete.
Patrik Lindenfors är gift med Anna Lindenfors, styrelseledamot i AMREF Flying Doctors nordiska styrelse och före detta generalsekreterare för svenska sektionen av Amnesty International.

## Uppdrag
Han satt i styrelsen för Humanisterna 2014-2022, är vice ordförande för European Humanist Federation, var medlem i Kulturrådets utvärderingsgrupp för facklitteratur 2017-2021 (ordförande 2020-2021), samt sitter i Svenska nationalkommittén för biologi (ordförande 2018-2019) på Kungliga Vetenskapsakademin.